# Rögbi az 1924. évi nyári olimpiai játékokon
Az 1924. évi nyári olimpiai játékokon a rögbitornán három csapat vett részt, a hazai Franciaország, valamint Románia és az Egyesült Államok. A tornát az amerikai csapat nyerte.

## Éremtáblázat
(A rendező ország csapata eltérő háttérszínnel, az egyes számoszlopok legmagasabb értéke, vagy értékei vastagítással kiemelve.)
| Az 1924. évi nyári olimpiai játékok éremtáblázata rögbiben. | Az 1924. évi nyári olimpiai játékok éremtáblázata rögbiben. | Az 1924. évi nyári olimpiai játékok éremtáblázata rögbiben. | Az 1924. évi nyári olimpiai játékok éremtáblázata rögbiben. | Az 1924. évi nyári olimpiai játékok éremtáblázata rögbiben. | Olimpia  |
| ----------------------------------------------------------- | ----------------------------------------------------------- | ----------------------------------------------------------- | ----------------------------------------------------------- | ----------------------------------------------------------- | -------- |
|                                                             | Ország                                                      | Arany                                                       | Ezüst                                                       | Bronz                                                       | Összesen |
| 1.                                                          | Egyesült Államok (USA)                                      | 1                                                           | 0                                                           | 0                                                           | 1        |
| 2.                                                          | Franciaország (FRA)                                         | 0                                                           | 1                                                           | 0                                                           | 1        |
| 3.                                                          | Románia (ROU)                                               | 0                                                           | 0                                                           | 1                                                           | 1        |
|                                                             |                                                             |                                                             |                                                             |                                                             |          |
| Összesen                                                    | Összesen                                                    | 1                                                           | 1                                                           | 1                                                           | 3        |

## Érmesek
| Az 1924. évi nyári olimpiai játékok érmesei rögbiben | Az 1924. évi nyári olimpiai játékok érmesei rögbiben | Az 1924. évi nyári olimpiai játékok érmesei rögbiben | Az 1924. évi nyári olimpiai játékok érmesei rögbiben |
| --- | --- | --- | ---------------------------------------------------- |
| Arany | Ezüst | Bronz |                                                      |
| Egyesült Államok (USA) | Franciaország (FRA) | Románia (ROU) |                                                      |
| Phil Clark Norman Cleaveland Dudley DeGroot Bob Devereaux George Dixon Charles Doe Linn Farrish Ed Graff Richard Hyland Caesar Mannelli John O’Neil John Patrick William Rogers Rudy Scholz Babe Slater Norm Slater Ed Turkington Alan Valentine Alan WilliamsCharlie Austin R. Brown J. Cashel Hugh Cunningham C. Grondona Joseph Hunter Charles Mehan John Muldoon William S. Muldoon Charles Lee Tilden, Jr. | René Araou Jean Bayard Louis Béguet André Béhotéguy Alexandre Bioussa Étienne Bonnes Adolphe Bousquet Aimé Cassayet-Armagnac Clément Dupont Albert Dupouy Jean Etcheberry Henri Galau Gilbert Gérintès Raoul Got Adolphe Jauréguy René Lasserre Marcel-Frédéric Lubin-Lebrère Étienne Piquiral Jean VaysseF. Abraham Marcel Besson François Borde F. Cayrol François Clauzel E. Frayssinet Charles-Antoine Gonnet Louis Lepatey Camille Montade Roger Piteu Eugène Ribère | Dumitru Armăşel Gheorghe Benția Teodor Florian Ion Gîrleşteanu Nicolae Mărăscu Teodor Marian Sorin Mihăilescu Paul Nedelcovici Iosif Nemeş Eugen Sfetescu Mircea Sfetescu Soare Sterian Atanasie Tănăsescu Mihai Vardala Paul Vidraşcu Dumitru VolvoreanuNicolae Anastasiade J. Cociociaho Constantin Cratunescu Petre Ghiţulescu Octav Luchide Jean Henry Manu Mircea Stroescu |                                                      |

## Eredmények
| 1924. május 4. |  | Franciaország (FRA) | 61 – 3 | Románia |  |  |
| 1924. május 4. |  |                     |        |         |  |  |

| 1924. május 11. |  | Egyesült Államok (USA) | 37 – 0 | Románia |  |  |
| 1924. május 11. |  |                        |        |         |  |  |

| 1924. május 18. |  | Egyesült Államok (USA) | 17 – 3 | Franciaország |  |  |
| 1924. május 18. |  |                        |        |               |  |  |

| Az 1924. évi nyári olimpiai játékok rögbitornájának olimpiai bajnoka |
| · EGYESÜLT ÁLLAMOK · 2. cím                                          |
| -------------------------------------------------------------------- |